# Shakatak
Shakatak es una banda británica de Jazz Funk, fundada en 1980.

## Carrera

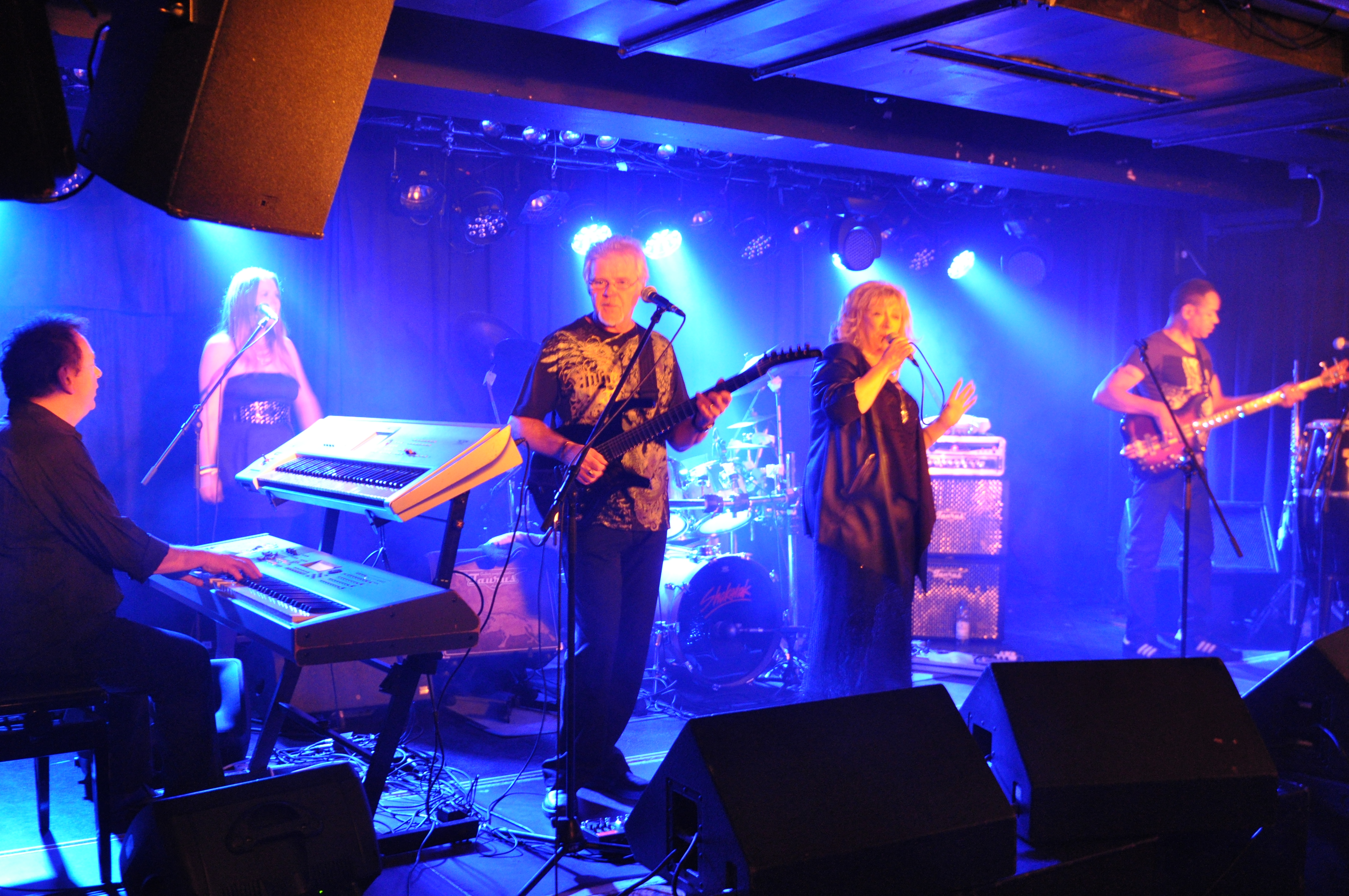
Shakatak performing at Wuppertal, Germany, 2014

Shakatak logró entrar en las listas musicales, incluyendo dos Top Ten hits en las listas británicas de Sencillos, con "Night Birds" (1982) y "Down on the Street" (1984). El grupo sigue siendo popular en Japón y el lejano Oriente, y generalmente produce un nuevo álbum cada año.
Desde su primer lanzamiento en agosto de 1980, con la composición de Bill Sharpe "Steppin" con el sello discográfico Polydor y su primer álbum Drivin' Hard, los sencillos y álbumes de la banda han entrado en las listas con bastante regularidad.
Fue el lanzamiento de "Easier Said Than Done" que iba a dar la difusión radial necesaria para su primer hit Top 20. Esta grabación introdujo su sonido unísono instrumental vocal a un público mucho más amplio y la pista se mantuvo en las listas británicas por diecisiete semanas. La siguiente, "Night Birds", fue su primer sencillo en llegar al Top Ten, y el álbum del mismo nombre le dio a Shakatak su primer disco de oro, entrando al número cuatro y manteniéndose en las listas por veintiocho semanas. A nivel internacional, el éxito del lanzamiento les dio el número uno en Japón y atrajo el interés de Europa y América del Sur.
Mientras que estaba sucediendo toda la actividad de grabación, la banda salió a una extensa gira en 1982, realizando un total de 132 conciertos en un año. La banda tocó en vivo en todo el Reino Unido, Europa y Japón.
Dos álbumes más - Invitations y Out of This World - fueron grabados en 1982 y 1983, resultando en varios éxitos más en las listas, y allanando el camino para el próximo gran avance en la carrera de la banda. Con un sutil cambio en la dirección musical, sin embargo, seguían manteniendo la identidad de la banda, Jill Saward (anteriormente de la Orquesta de Fusión, Brandy and Citizen Gang) se convirtió en su vocalista para hacer el quinto álbum de estudio de Shakatak, Down on the Street. Los sencillos resultantes lanzados "Down on the Street" y "Watching You" tuvieron cierto éxito y llamó la atención en nuevas partes del mundo. Al año siguiente se vio el lanzamiento del primer álbum del grupo en vivo, que fue grabado en Tokio y Londres. 
El séptimo álbum, Day by Day, vio el desarrollo de la composición por todos los miembros de la banda. En 1986 Saward anunció que estaba esperando a un bebé más tarde ese mismo año. Esta noticia le dio a la banda una excusa para detener su programa de agitadas giras durante un tiempo y concentrarse exclusivamente en la grabación. La banda se encontraba en los Top cinco en Japón, y después de ganar el codiciado premio de Plata en el Festival de la canción internacional de Tokio, Shakatak fueron pedidos a producir un álbum extra cada año exclusivamente para el mercado japonés. En ese momento tenían dos álbumes extras titulados "Into the Blue" y "Golden Wings". Ambos se vendieron razonablemente bien, y este último ganó al "Mejor álbum instrumental de 1987" en los Premios de la Asociación de Grabación Fonográfica Japonesa. 
Sin embargo, tras este éxito de la banda sintieron que era tiempo de redirigir sus esfuerzos por volver a los Sencillos y lanzar un álbum para el resto del mundo. El resultado fue Something Special, seguido de cerca por el Hit de clubes nocturnos "Mr Manic & Sister Cool" de su siguiente álbum, Manic and Cool. En la década de 1990, la banda tuvo gran éxito en los Estados Unidos cuando tenían dos álbumes que estaban en el número 1 en las listas de éxitos de jazz contemporáneo y también ganaron el Grammy Japonés al mejor álbum instrumental internacional por seis años consecutivos. Desde el año 2000, la banda continúa grabando y haciendo giras por el mundo. 
En enero de 2010 el teclista del grupo Bill Sharpe fue entrevistado por Mike Howard en la estación de radio de internet funk jazz Vinyl Morpher Radio. La cantante Jill Saward actualmente posee una propiedad en Cerdeña y viaja entre su hogar y el Reino Unido de forma regular. En 2009 el músico George Anderson lanzó su álbum en solitario 'Positivity'. En 2011 lanzarían el LP "Across The World", con canciones nuevas, y lanzamiento a nivel mundial. La banda actualmente está celebrando sus 35 años de aniversario con conciertos alrededor del mundo.

## Integrantes

### Presentes

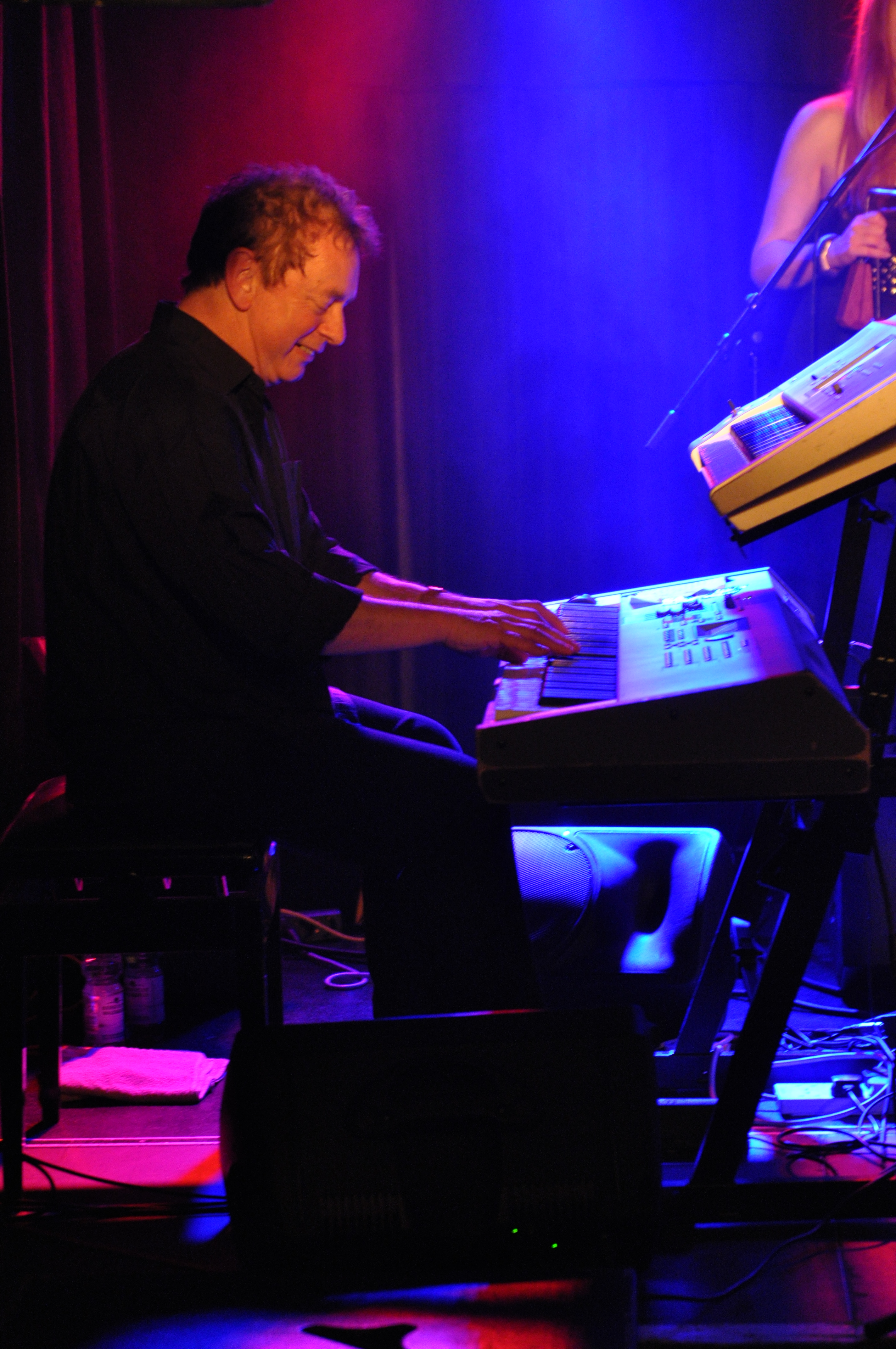
Bill Sharpe
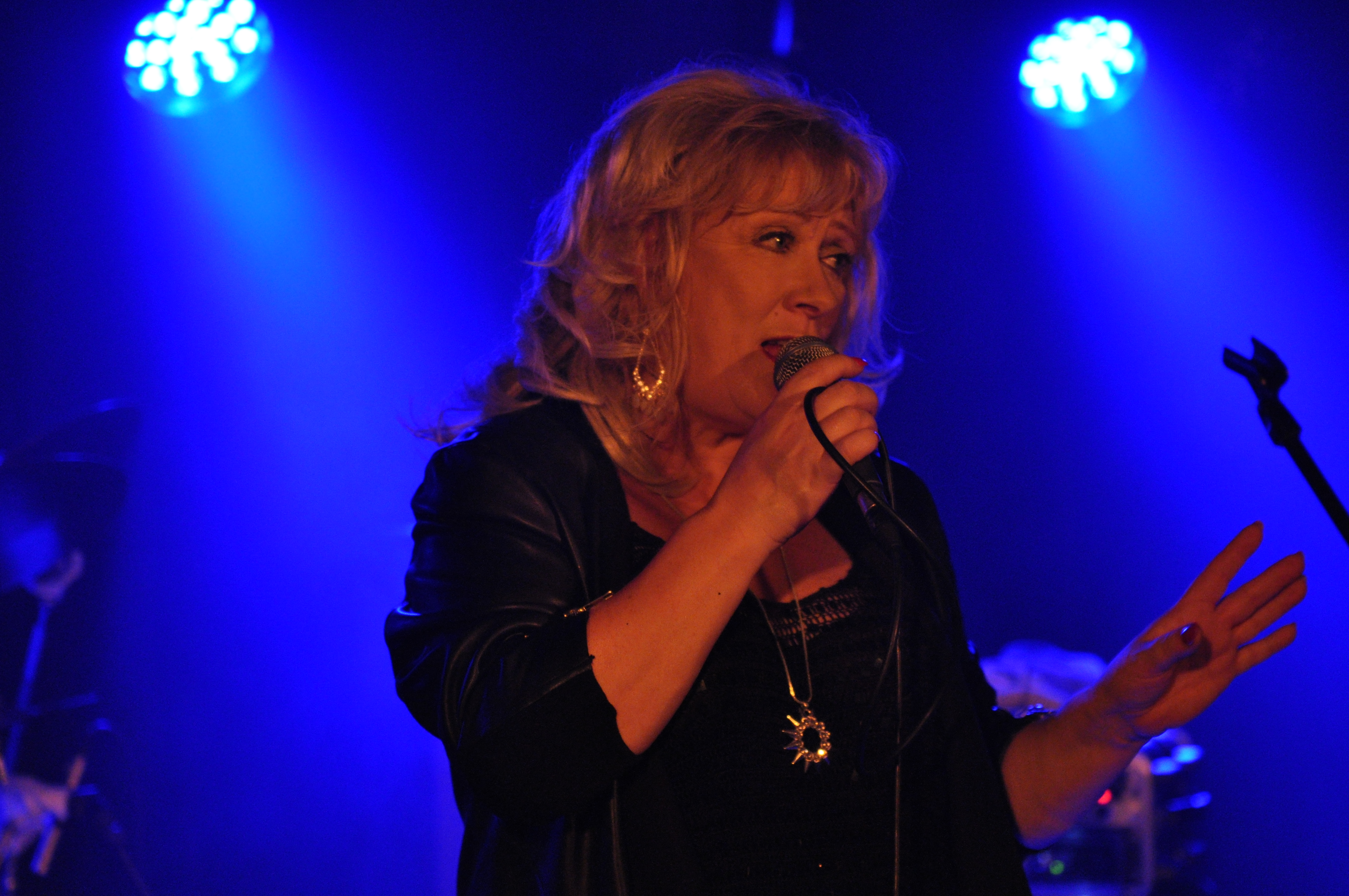
Jill Saward
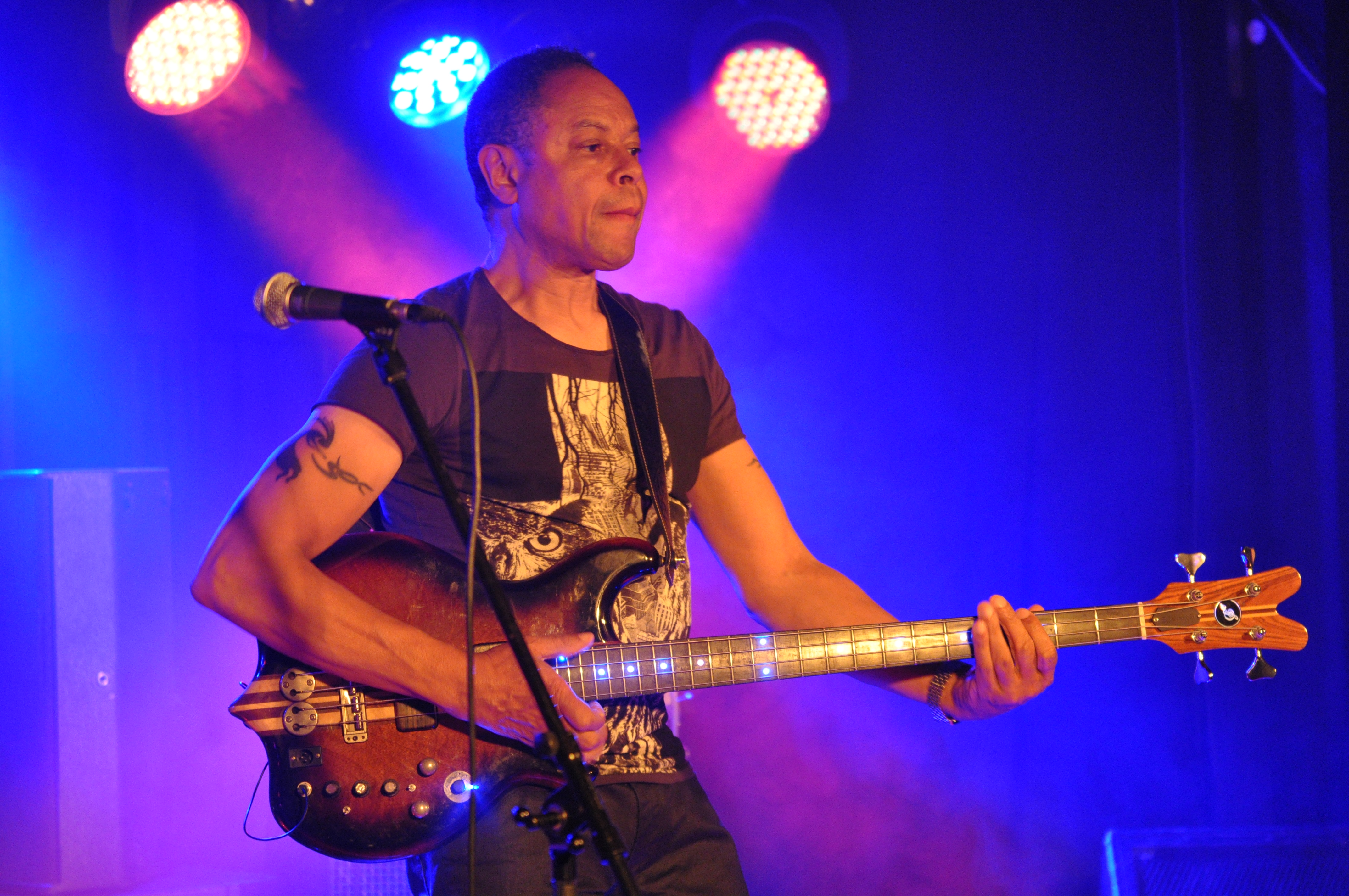
George Anderson
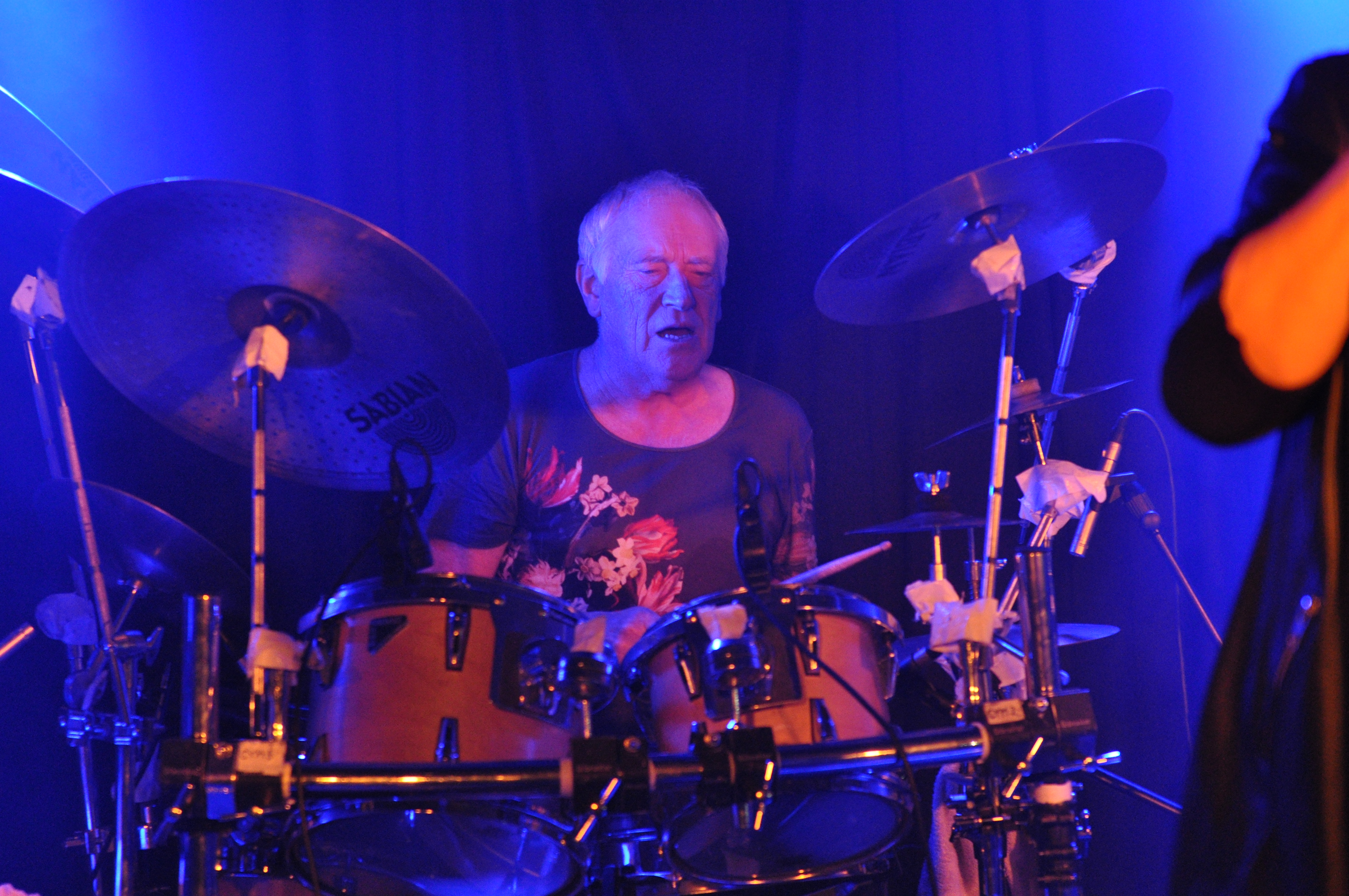
Roger Odell
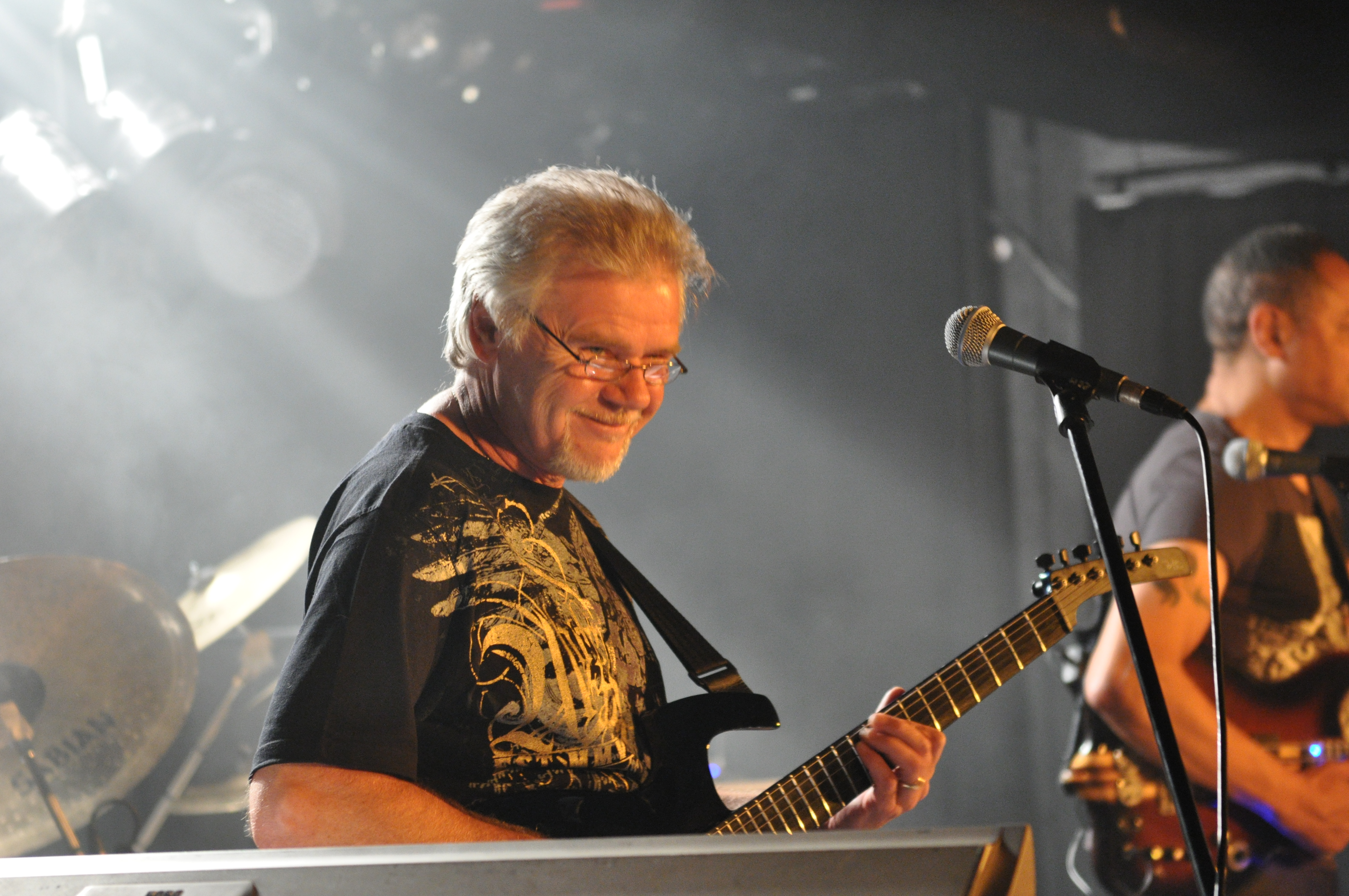
Alan Wormald (Tour)
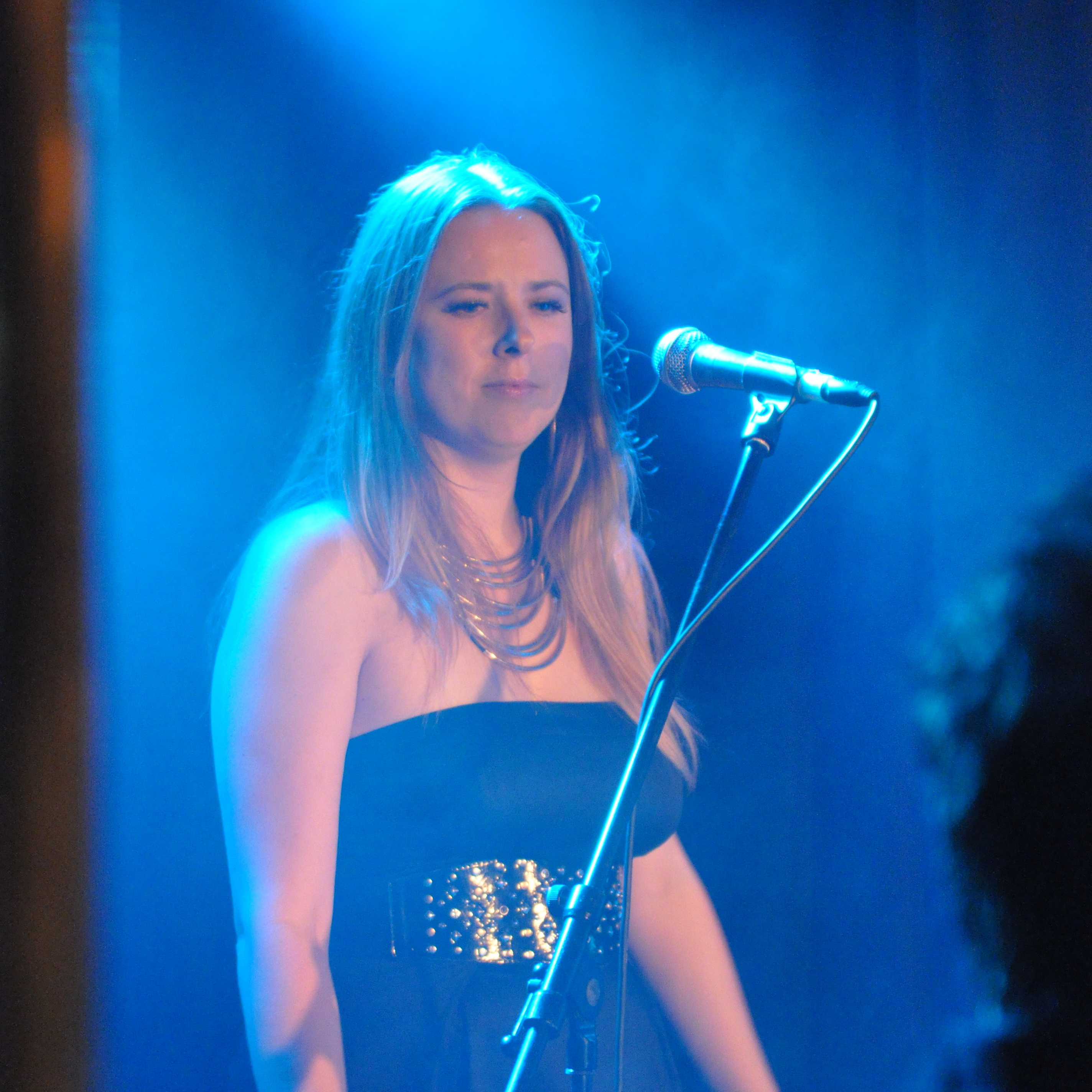
Debby Bracknell (Tour)

- Jill Saward — voz (ocasionalmente percusión, flauta en vivo.)
- Bill Sharpe — teclados
- Roger Odell — batería
- George Anderson — bajo
- Alan Wormald — guitarra

## Discografía

### Álbumes
- 1981: Drivin' Hard
- 1982: Night Birds
- 1982: Invitations
- 1983: Out of This World
- 1984: Down on the Street
- 1984: Shakatak Live in Japan (live)
- 1985: Live! (February 1985) (live)
- 1985: Day by Day/City Rhythm
- 1986: Into the Blue
- 1987: Golden Wings
- 1987: Never Stop Your Love
- 1988: Manic and Cool
- 1988: Da Makani
- 1988: Coolest Cuts
- 1988: The Very Best of Shakatak
- 1989: Nightflite
- 1989: Turn the Music Up
- 1990: Fiesta
- 1990: Greatest Grooves
- 1990: Perfect Smile
- 1990: Night Moves
- 1991: Bitter Sweet
- 1991: Utopia
- 1991: Open Your Eyes
- 1991: The Remix Best Album
- 1992: Night Moves
- 1992: Christmas Dreams
- 1993: Street Level
- 1993: On the Street
- 1993: Under the Sun
- 1995: Full Circle
- 1996: Shakatak The Collection
- 1997: Let The Piano Play
- 1998: Live at Ronnie Scott's
- 1998: Shinin On
- 1998: Christmas Album
- 1998: Collection Vol. 1
- 1998: View From The City
- 1999: Jazz In The Night
- 1999: Magic
- 2000: Shakatak The Collection Vol 2
- 2001: Under Your Spell
- 2002: Dinner Jazz
- 2003: Blue Savannah
- 2005: Easier Said Than Done (live)
- 2006: Beautiful Day
- 2007: Emotionally Blue
- 2009: Afterglow
- 2011: Across The World
- 2013: Once Upon A Time – the Acoustic Sessions
- 2014: On The Corner
- 2016: Times and Places

### Recopilatorios
- 1985: The Coolest Cuts
- 2003: Smooth Solos
- 2008: The Ultimate Collection

- Un conjunto de tres partes en álbum recopilatorio, elaborado por Roger Odell:
  - Sunset Jazz
  - After Dark
  - Drive Time

### Sencillos
- 1980 mediados
  - "Steppin'"
- 1981
  - "Feels Like the Right Time" UK # 41[2]
  - "Living in the UK" (UK # 52)[2]
  - "Brazilian Dawn" (UK # 48)[2]
  - "Easier Said Than Done" (UK # 12)[2]
- 1982
  - "Night Birds" (UK # 9)[2]
  - "Streetwalkin'" (UK # 38)[2]
  - "Invitations" (UK # 24)[2]
  - "Stranger" (UK # 43)[2]
- 1983
  - "Dark Is the Night" (UK # 15)[2]
  - "If You Could See Me Now" (UK # 49)[2]
  - "Out of This World" (UK # 83)[2]
- 1984
  - "Down On The Street" (UK # 9)[2]
  - "Don't Blame It on Love" (UK # 55)[2]
  - "Watching You"
- 1985
  - "City Rhythm" (UK # 76)[2]
  - "Day by Day" (con Al Jarreau) (UK # 53)[2]
- 1987
  - "Mr Manic and Sister Cool" (UK # 56)[2]
- 1988
  - "Dr! Dr!"
  - "Time Of My Life"
- 1989
  - "Turn The Music Up"
  - "Back to the Groove"
- 1991
  - "Bitter Sweet"
- 1993
  - "One Day at a Time"
- 1997
  - "Let the Piano Play"
- 1998
  - "Move a Little Closer"